# Щецин — Гданськ
Щецин — Гданськ — споруджений у середині 2010-х років трубопровід, поява якого була пов'язана зі створенням імпортного терміналу ЗПГ Свіноуйсьце.
Протягом кількох десятиліть блакитне паливо надходило до розташованих на півночі країни Щецина та Гданська по двом газотранспортним коридорам, котрі тягнулись зі сходу країни через Силезію та Варшаву відповідно. Проте у 2015-му став до ладу термінал для імпорту ЗПГ у Свіноуйсьце, котрий з'єднали перемичкою зі Щецином. Для подальшого маневру цим ресурсом в 2014—2015 роках проклали газопровід, який прямує через прибережні регіони на схід до Гданська. Він має довжину 267 км та виконаний в діаметрі 700 мм.
По трасі трубопровода методом спрямованого горизонтального буріння спорудили 15 переходів під річками, каналами, водосховищами та дорогами загальною довжиною 10,5 км.